# Søren Svendsen
Søren Christensen Svendsen (født 15. november 1859 i Nøddelund, død 25. februar 1934 i Bjerringbro) var en dansk politiker. Han var medlem af Folketinget i perioderne 1890-1895, 1898-1906 og 1910-1926.
Søren Svendsen blev født i Nøddelund i Gullev Sogn syd for Bjerringbro som søn af gårdejer Christen Iversen. Han kaldte sig Svendsen efter sin morfar. Svedsen har elev på Viby Højskole 1879-1880. I 1881 købte han sin fars gård i Nøddelund på 5 lidt over tønder hartkorn. I 1906 afhændede han gården og flyttede til et hus i Bjerringbro. Han arbejdede som revisor i Den nordjyske Kreditforening fra 1909 og var senere præstegårdskonsulent for Viborg Amt.
Han havde flere tillidshverv: formand for sognets demokratiske forening, formand for riffelforeningen i Houlbjerg Herred i 1885, medlem af kommissionen for tilvejebringelse af jordlodder til landarbejdere i Viborg Amt 1900-1910 og medlem af sognerådet i Gullev Sogn 1909-1913.
Svendsen forsøgte at blive valgt til Folketinget i Levringkredsen ved folketingsvalget i 1887, men kom ikke ind. Det lykkedes for ham i Sønder Vinge-kredsen ved valget i 1890. Han blev genvalgt i 1892, men tabte i 1895 til gårdejer Rasmus Hansen efter at have stemt for finanslovsforliget i 1894. Svendsen blev igen valgt ind i Folketinget i 1895, denne gang i Vinderupkredsen, hvor han blev genvalgt indtil 1906. Han forsøgte sig igen i Sønder Vinge-kredsen i 1909, men blev ikke valgt. Han kom derimod tilbage i Folketinget i Ruds Vedby-kredsen ved folketingsvalget 1910. Han blev genvalgt der indtil han ikke genopstillede i 1926. Han tilhørte Det forhandlende Venstre i Folketinget.
Søren Svendsen blev udnævnt til ridder af Dannebrog i 1927.